# مری سو کلمن
مری سو کلمن (انگلیسی: Mary Sue Coleman؛ زادهٔ ۲ اکتبر ۱۹۴۳) مدرس دانشگاه و سیاست‌مدار اهل ایالات متحده آمریکا است، که هم‌اکنون به‌عنوان رئیس دانشگاه میشیگان فعالیت می‌کند.